# Beehive, Wellington
The Beehive (maorsko: Te Whare Mīere - Čebelji panj) je splošno ime za izvršno krilo stavb novozelandskega parlamenta, ki stoji na vogalu ulice Molesworth in Lambton Quaya v Wellingtonu. Tako se imenuje, ker njegova oblika spominja na tradicionalno pleteno obliko čebeljega panja, znanega kot skep. Heritage New Zealand jo je registriral kot stavbo dediščine kategorije I.
Gradnja se je začela leta 1969 in je bila dokončana leta 1981. Od leta 1979 so v stavbi pisarne vladnih ministrov. Tako je ime Beehive tesno povezano z novozelandsko vlado. Pogosto se uporablja kot metonim za novozelandsko vodstvo na splošno, pri čemer se »9. nadstropje« posebej nanaša na urad predsednika vlade, ki je v tem nadstropju. Kabinet se sestaja v zgornjem nadstropju.

## Zgodovina
V 1960-ih je vlada predlagala razširitev parlamenta, ki je bil le delno zgrajen leta 1922. Premier Keith Holyoake je želel dokončati prvotni načrt, vendar ga je vladni arhitekt prepričal, da je odobril sodobno stavbo, v kateri bi bile parlamentarne pisarne. Leta 1964 je škotski arhitekt Basil Spence poskrbel za prvotno idejno zasnovo okrogle stopničasto dvigajoče se stavbe. Podrobno arhitekturno zasnovo je izdelal novozelandski vladni arhitekt Fergus Sheppard, strukturno zasnovo stavbe pa Ministrstvo za dela. W. M. Angus je zgradil prvo stopnjo, ki se je začela leta 1969 — podij, podzemno parkirišče in klet za nacionalni center civilne zaščite. Gibson O'Connor je zgradil deset nadstropij preostalega dela stavbe.
Bellamyjevi gostinski objekti so se preselili v stavbo poleti 1975–1976 in Elizabeta II., kraljica Nove Zelandije, je februarja 1977 odkrila ploščo v sprejemni dvorani. Premier Robert Muldoon je uradno odprl stavbo maja 1977, vlada se je preselila v zgornja nadstropja leta 1979. Prizidek, ki gleda na Museum Street, je bil dokončan leta 1981.
V poznih 1990-ih so razmišljali o tem, da bi Beehive prestavili za parlament in dokončali parlament v skladu s prvotnimi načrti iz leta 1911. Načrt je bil zavrnjen zaradi javnega negodovanja nad ceno. Med letoma 1998 in 2006 so bile izvedene prenove in notranjost je bila posodobljena po načrtih arhitekturnega biroja Warren and Mahoney iz Christchurcha. V letih 2013 in 2014 je bila sanirana streha in zamenjana okna.
Julija 2015 jo je Heritage New Zealand Beehive razglasil za »izjemen pomen dediščine zaradi njegove osrednje vloge pri upravljanju Nove Zelandije«. Blyss Wagstaff iz dediščine Nove Zelandije jo je označil za »eno najbolj prepoznavnih stavb v državi«. Dediščina Nove Zelandije je stavbi dodelila najvišjo oceno za zgodovinski kraj, I. kategorijo. Prvotno vlogo za razglasitev dediščine je vložil Lockwood Smith, nekdanji predsednik predstavniškega doma. Vpis dediščine s številko seznama 9629 je začela veljati 24. julija 2015. Predor do Bownove hiše je posebej izključen iz registracije dediščine.

## Dejstva in številke
Stavba je visoka deset nadstropij (72 metrov) in ima štiri nadstropja pod zemljo. Jedro vhodnega preddverja je okrašeno z marmornimi tlemi, mrežastimi stenskimi paneli iz nerjavečega jekla in prosojnim steklenim stropom.
Rjava streha Beehive je izdelana iz 20 ton ročno varjenega in šivanega bakra. Razvil je naravno preperel videz. Pod ulico Bowen od The Beehive do parlamentarnih pisarn v Bowen House poteka predor. Beehive je obsežno okrašen z novozelandsko umetnostjo. Na notranji steni banketne dvorane je stenska slika Johna Drawbridgea, dolga 42 metrov in visoka 4,8 metra, ki prikazuje vzdušje in nebo Nove Zelandije.
Krožni odtis Beehive na splošno velja za elegantno in značilno oblikovno značilnost. Vendar pa je tudi precej nepraktična, saj je veliko njenih prostorov klinastih, ukrivljenih ali asimetričnih. Na sprednji strani je bil zgrajen prizidek, ki omogoča nov varnostni vhod. Na zadnji strani stavbe je že zgrajena nova, proti bombam odporna soba za dostavo pošte.
Beehive je od leta 1992 del oblikovanja novozelandskega bankovca za 20 dolarjev. Raziskava, ki jo je naročila centralna banka Nove Zelandije, je pokazala, da je Beehive »ikona Nove Zelandije in je kot taka zlahka prepoznavna«.

## Pisarne in objekti
Zgornje nadstropje zavzema kabinet, neposredno pod njim pa so pisarne predsednika vlade (v devetem nadstropju in delu osmega). V zgornjem delu so tudi pisarne drugih ministrov; višji ministri so v bližini kabineta predsednika vlade glede na njihovo uvrstitev v kabinetu. Seniornost ministra se odraža v tem, kako visoko je v stavbi. Nekateri ministri, zlasti nižji ministri, imajo sedež v Bownovi hiši.
Drugi objekti v stavbi so prireditveni prostori in banketna dvorana v prvem nadstropju, ki je največja prireditvena soba v parlamentarnem kompleksu. Parlamentarni gostinski objekti Bellamy’s imajo bar, znan kot Pickwicks ali 3.2 (zaradi svoje lege v stavbi v tretjem nadstropju in drugem hodniku), Copperfield’s café ter restavraciji Member’s in Member’s and Guests. V kleti stavbe je tudi Državni center za krizno upravljanje. Beehive vsebuje gledališče, ki se običajno uporablja za vladne tiskovne konference. Drugi objekti vključujejo telovadnico in bazen. Stavbo uporabljajo tudi člani parlamenta, ki se sestajajo ali razpravljajo o zakonih ali novih zakonih.